# Gustav Adolf Albert Hautle
Gustav Adolf Albert Hautle (* 25. September 1870 in Steinegg; † 1. Januar 1953 in Goldach, katholisch, heimatberechtigt in Appenzell) war ein Schweizer Unternehmer und Jurist.

## Leben
Gustav Adolf Albert Hautle kam am 25. September 1870 in Steinegg als Sohn des Politikers Joseph Albert Hautle zur Welt. Hautle besuchte zunächst die Gymnasien in Sarnen, Schwyz und Feldkirch, ehe er ein Studium der Rechte in München, Berlin, Strassburg, Bern und Leipzig aufnahm, das er 1907 mit dem Erwerb des akademischen Grades eines Dr. iur. abschloss.
Seine erste berufliche Tätigkeit übte er zwischen 1897 und 1899 als Anwalt und Tourismusförderer in Appenzell aus. Im Anschluss war er bis 1907 in der Direktion der Mühlen Goldach beschäftigt. Schliesslich war Hautle seit 1907 als Stickereiproduzent und -exporteur tätig.
Daneben fungierte Hautle im Jahr 1908 als Mitbegründer des Nordostschweizerischen Schifffahrtsverbandes Rhein-Bodensee, den er von 1908 bis 1914 beziehungsweise von 1920 bis 1950 präsidierte sowie von 1912 bis 1933 als Mitglied des Katholischen Kollegiums in St. Gallen. In der Schweizer Armee diente Hautle im Rang eines Obersten der Infanterie.
Er war mit Josefine geborene Hättenschwiler verheiratet, die in der Textilbranche tätig war. Gustav Adolf Albert Hautle verstarb am 1. Januar 1953 in seinem 83. Lebensjahr in Goldach.

## Wirken
Hautle erwies sich als hervorragender Jurist. So verfasste er eine ungedruckt gebliebene, ungefähr 400 Blatt umfassende Arbeit über das Zivilgesetzbuch und das Obligationenrecht in Sprüchen zu nahezu allen Gesetzesartikeln. Ferner galt sein Engagement vor allem der industriellen Entwicklung sowie sozialen Belangen.